# کالمان کونراد
کالمان کونراد (مجاری: Kálmán Konrád; ۲۳ مهٔ ۱۸۹۶ – ۱۰ مهٔ ۱۹۸۰) بازیکن و مربی فوتبال اهل مجارستان بود.
از باشگاه‌هایی که در آن بازی کرده‌است می‌توان به باشگاه فوتبال ام‌تی‌کی بوداپست و باشگاه فوتبال آستریا وین اشاره کرد.
وی همچنین در تیم ملی فوتبال مجارستان بازی کرده‌است.